# 阿利舍尔·尤苏波夫
阿利舍尔·尤苏波夫（1998年12月2日—），乌兹别克斯坦男子柔道运动员，2023年世界柔道锦标赛男子100公斤以上级铜牌得主、2022年亚洲运动会混合团体银牌得主和男子100公斤以上级铜牌得主。